# Tuiriz
Tuiriz (llamada oficialmente Santa María de Toiriz) es una parroquia y una aldea española del municipio de Pantón, en la provincia de Lugo, Galicia.

## Otras denominaciones
La parroquia también es conocida por el nombre de Santa María de Tuiriz.

## Límites
Limita con las parroquias de Seteventos y Ousende al norte, Tor y San Julián de Tor al este, Santa Eulalia de Tuiriz al sur, y Tribás al oeste.

## Organización territorial
La parroquia está formada por dieciocho entidades de población, no constando ninguna de ellas en el nomenclátor del Instituto Nacional de Estadística español:
- Carmen (O Carme)
- Carretera (A Carretera) (A Estrada)*
- Castelalbo (O Castelalbo)
- Corvás
- Freuzas (Frenzas)
- Hedra (A Hedra)
- Igrexa (A Igrexa)
- Loureiro
- Outeiro (O Outeiro)
- Pacios
- Pena (A Pena)
- Pousa (A Pousa)
- Pumar (O Pumar)
- Saa
- Souto
- Souto de Xelo
- Toiriz*
- Vilanova

## Demografía
Gráfica demográfica de la aldea de Toiriz y de la parroquia de Tuiriz según el INE español:
| Gráfica de evolución demográfica de Tuiriz entre 2000 y 2020 |
|                                                              |
| Datos según el nomenclátor publicado por el INE.             |